# Ricard Castells
Ricard Castells i Cots fue un historietista e ilustrador español (Barcelona, 1955 – 17 de enero de 2002). 

## Biografía
Castells comenzó su carrera realizando historietas de terror para el mercado de agencias y revistas como Terror Gráfico (1973), Horror o Zombie, al mismo tiempo que entregaba ilustraciones para Playboy o El Viejo Topo. 
Participó a principios de los ochenta en el fanzine Zero, junto a otros reputados autores de su generación como Pedro Espinosa, Pascual Ferry, Toni Garcés, Das Pastoras, Miguelanxo Prado o Mike Ratera, pero solo logra publicar profesionalmente en Cavall Fort (El Nap i Julieta sota la pluja) y Cimoc. En 1984 finalizaba su álbum Ecuador, proyectado como primera parte de una trilogía, sin encontrar editor. 
Tiene más éxito en su faceta como ilustrador: Asedio y caída de Troya (1985), Hielo y fuego (1986), Boris Gudonov (1986), Frankenstein (1987), La vida es sueño (1988) y La Zarzuela (colección de fascículos, 1989-1990). Realiza la historieta Dos estados de una unión, con guion de Antonio Altarriba para la obra colectiva Norte-Sur, editada por Ikusager (1989). El Instituto de la Juventud del Ministerio de Asuntos Sociales publica en el catálogo Nuevas Viñetas (1990) una obra suya que había sido rechazada anteriormente por el suplemento dominical del El País.
A principios de los años 90, publica historietas cortas en revistas como Medios Revueltos (Miniatura); I.M.A.J.E.N. de Sevilla; El Ojo Clínico (La sonrisa del mudo, 1994) y la belga Frigobox (Selene, 1995). En 1992, Ikusager le había encargado la finalización de la trilogía sobre Lope de Aguirre con guion de Felipe Hernández Cava que habían comenzado Enrique Breccia y Federico del Barrio, pero la editorial canceló el contrato. En 1994, otro contrato con la editorial japonesa Kōdansha le permite iniciar su serie Poco. 
En 1998, Edicions de Ponent editó La expiación. Lope de Aguirre, III, con la que se concluía la trilogía de Lope de Aguirre. Esta última entrega obtuvo el premio a la mejor obra y el mejor guion en el Salón del Cómic de Barcelona del año siguiente. 
Sinsentido publicó los dos álbumes de Poco en 1999 y 2000. En enero de 2002, Sinsentido editó Huracán: El guardián del mercurio basada en la novela homónima de Carlos León Alvarado. Poco después, Castells fallece a causa de un derrame cerebral.